# San Martino di Lupari
San Martino di Lupari är en ort och kommun i provinsen Padova i regionen Veneto i Italien. Kommunen hade 13 113 invånare (2018).